# Конкурс краси

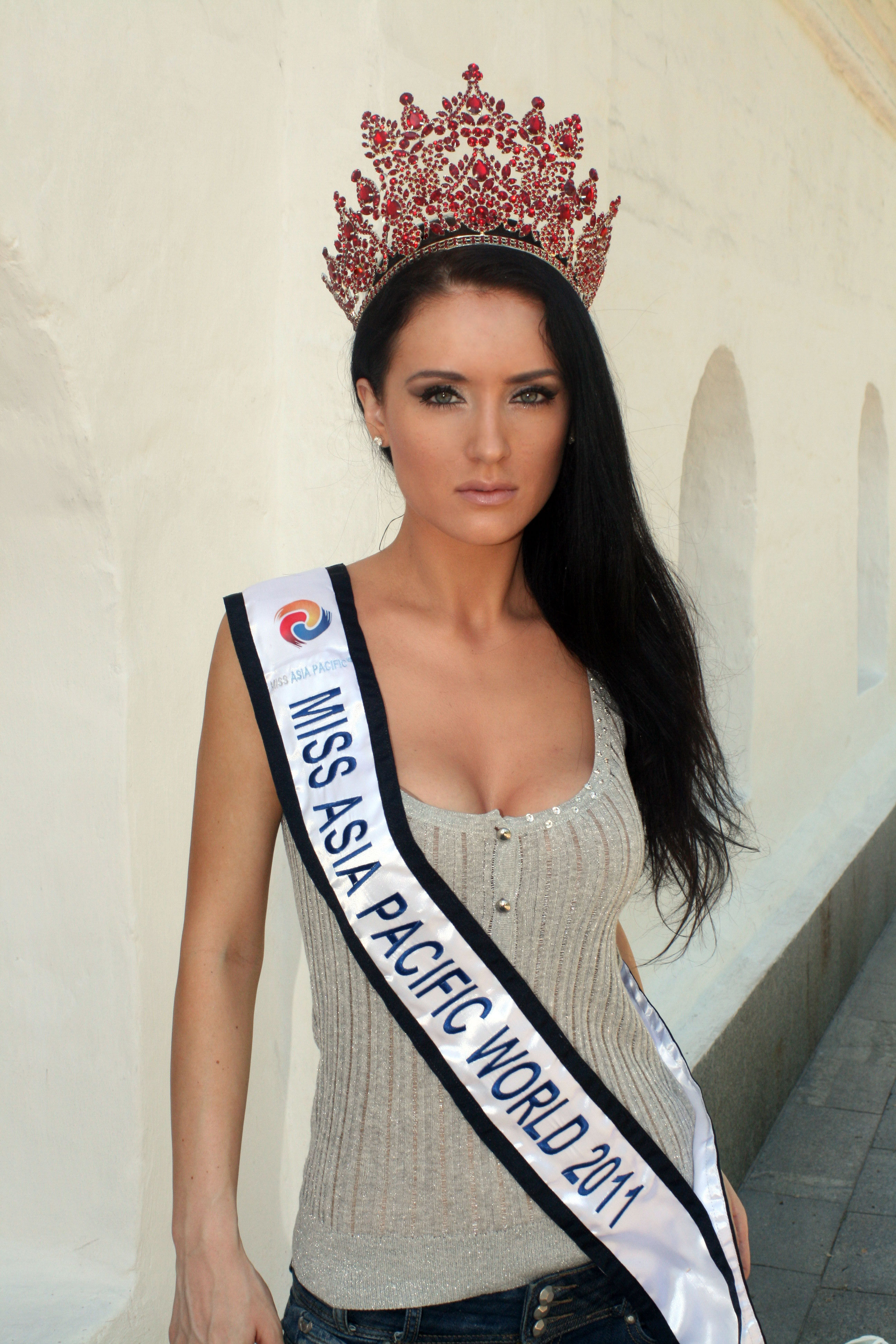
Діана Старкова — переможниця конкурсів краси Міс Бікіні Всесвіт, Міс Україна, Міс Туризм Планета, Королева Європи та Miss Asia Pacific World.

Ко́нкурс краси́ — конкурсне шоу за певними правилами, у якому беруть участь професійні моделі або просто гарні дівчата, що закінчується вибором найкращої та нагородженням призами. Деякі конкурси проводять серед жінок, що не відповідають «загальновизнаним» стандартам краси.
19 вересня 1888 року в бельгійському місті Спа відбувся перший конкурс краси. 21 з 350 кандидаток досягли фіналу, де виключно чоловіче журі «оглядало» їх за зачиненими дверима. Переможницею стала 18-річна Берта Сокер із Гваделупи, що отримала приз у 5 000 бельгійських франків.